# Керамікос
37°58′42″ пн. ш. 23°43′07″ сх. д. / 37.978333333333° пн. ш. 23.718611111111° сх. д.
Керамікос, Керамік (грец. Κεραμεικός), також Дипілонський некрополь — один з районів Стародавніх Афін, розташований на північному заході від Афінського акрополя, по обидві сторони від Дипілонської брами та на берегах річки Еридан. Найближча станція Афінського метрополітену — станція «Керамікос».
В античні часи у Керамікосі жили та працювали ремісники-гончарі. Саме від назви цього району походить слово «кераміка», запозичене багатьма сучасними мовами. За міською стіною давні афіняни облаштували міське поховання, яке прикрашали скульптурами та наїскосами надзвичайної майстерності.
Нині Керамікос — один з центральних районів сучасних Афін, що межує із районами Тісіо, Петралона та Ґазі. Частково на території Керамікосу розташований Афінський технополіс. Руїни прадавнього Керамікосу являють собою музей просто неба, щоправда, усі скульптури були замінені на гіпсові копії, оригінали скульптур та артефакти, знайдені під час розкопок, зберігаються тут же — у Музеї Керамікосу.

## Історія
З давніх часів Керамікос був поділений міською стіною на дві частини: внутрішній Керамікос був кварталом гончарів, а зовнішній — міським кладовищем. Як свідчать дані розкопок, що проводились тут в кілька етапів у 20 ст., в добу ранньої бронзи (2700—2000 до н. е.) цей район був зайнятий болотами і вже використовувався як цвинтар. Місцем організованих поховань Керамікос став з XII століття до н. е. Приблизно з цього ж часу повз міську стіну в районі Керамікосу проходив Єра-Одос (Священний шлях) із Елефсіна, яким відбувалась хода під час Елефсінських містерій. Будинки та ремісничі майстерні будувались на сухих ділянках в південній частині кварталу, також на південному березі Еридану були побудовані найбільші та найскладніші архаїчні монументи таким чином, щоб окреслити Священний шлях.
Будівництво нової міської стіни у 478 до н. е., після захоплення Афін персами у 480 до н. е., яке докорінно змінило обличчя міста та Керамікосу зокрема. За пропозицією Фемістокла, всі поховальні скульптури були вмуровані у міську стіну та зведено дві міські брами: Дипілонська на північному заході та Священна — на південному сході. По обидва боки від Дипілонської брами були зведені державні могили, в яких ховали талановитих афінських військовиків-героїв та визначних державних діячів, серед них були Перикл та Клісфен.
Після завершення міського муру, Священний шлях знову почав обрамлюватись, так званою, вулицею Гробниць, вздовж якої заможні афіняни зводили монументальні поховальні стели, встановлювали помпезні надгробки та величні скульптури. Проте наказом від 317 до н. е. будівництво таких мавзолеїв було заборонене, дозволялось встановлювали тільки невеличкі стовпчики або квадратні мармурові блоки, у жодному разі ніяк художньо не оброблені. У добу панування в Афінах римлян традиція зводити скульптурні пам'ятники відродилась, проте від них мало що збереглось донині.
В період античної класики центром Керамікосу став Помпейон — громадська будівля, зведена як частина міського муру чітко по центру між двома брамами. Помпейон був основним місцем святкувань під час Панафінейського фестивалю. Власне він був побудований як велика бенкетна зала, оточена просторим подвір'ям із колонадою (перистиль). Гекатомба (жертвопринесення зі ста биків) приносилась сюди і роздавалась усім афінським громадянам саме тут у Керамікосі.
Помпейон та більшість інших будівель, зведених поблизу Священних воріт були вщент зруйновані Луцієм Корнелієм Суллою під час підкорення ним Афін у 86 до н. е.. Цей епізод історії Афін Плутарх назвав «страшним кровопролиттям». У II столітті нашої ери на місці Помпейону було побудовано склад, але він був зруйнований під час вторгнення герулів у 267 році. Надалі Керамікос частково відбудовувався наново, однак знову зазнавав руйнацій спочатку від аварів, а пізніше й від слов'янських племен наприкінці шостого століття. Зрештою Керамікос зник, а його історія була забута на кілька десятків століть, допоки у квітні 1863 р. робітники не натрапили тут на мармурову стелу.

## Експонати музею Керамікос

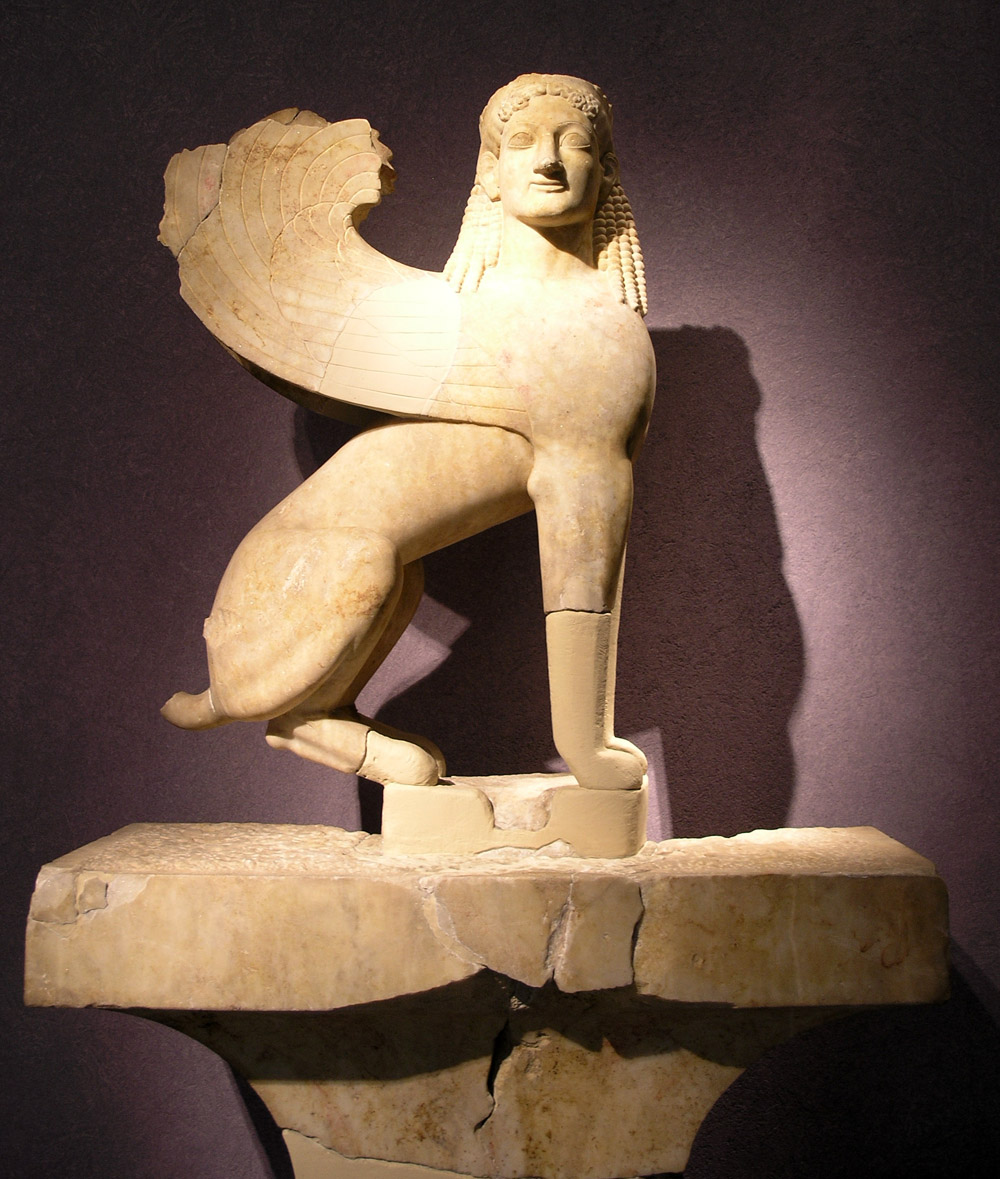
Сфінкс, що прикрашав стелу
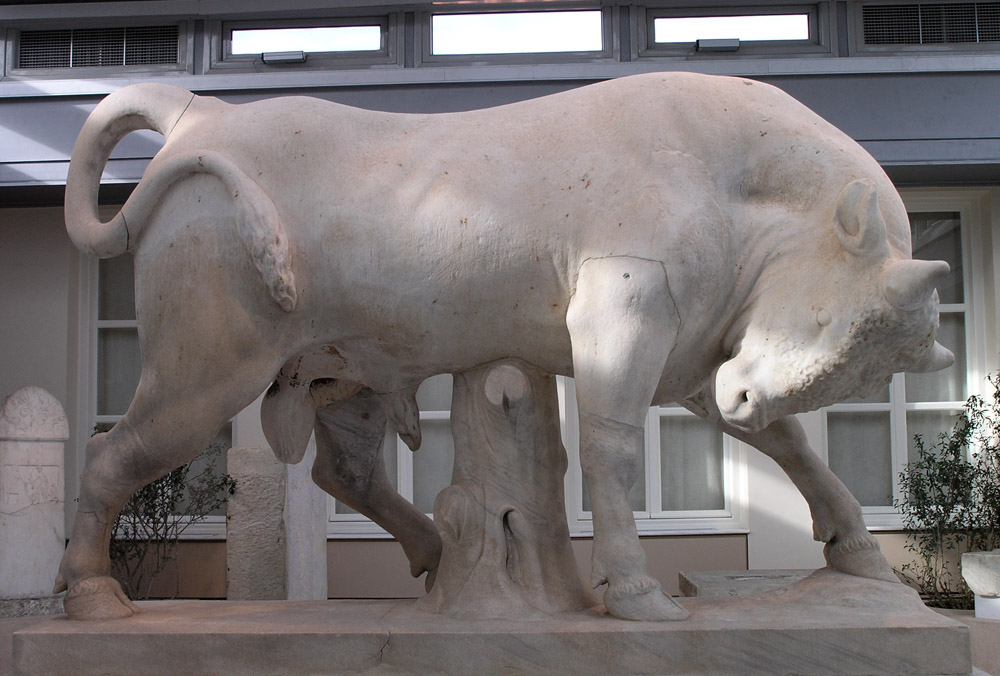
Буйвіл, встановлений на постаменті над могилою Діонісія, скарбника з острова Самос
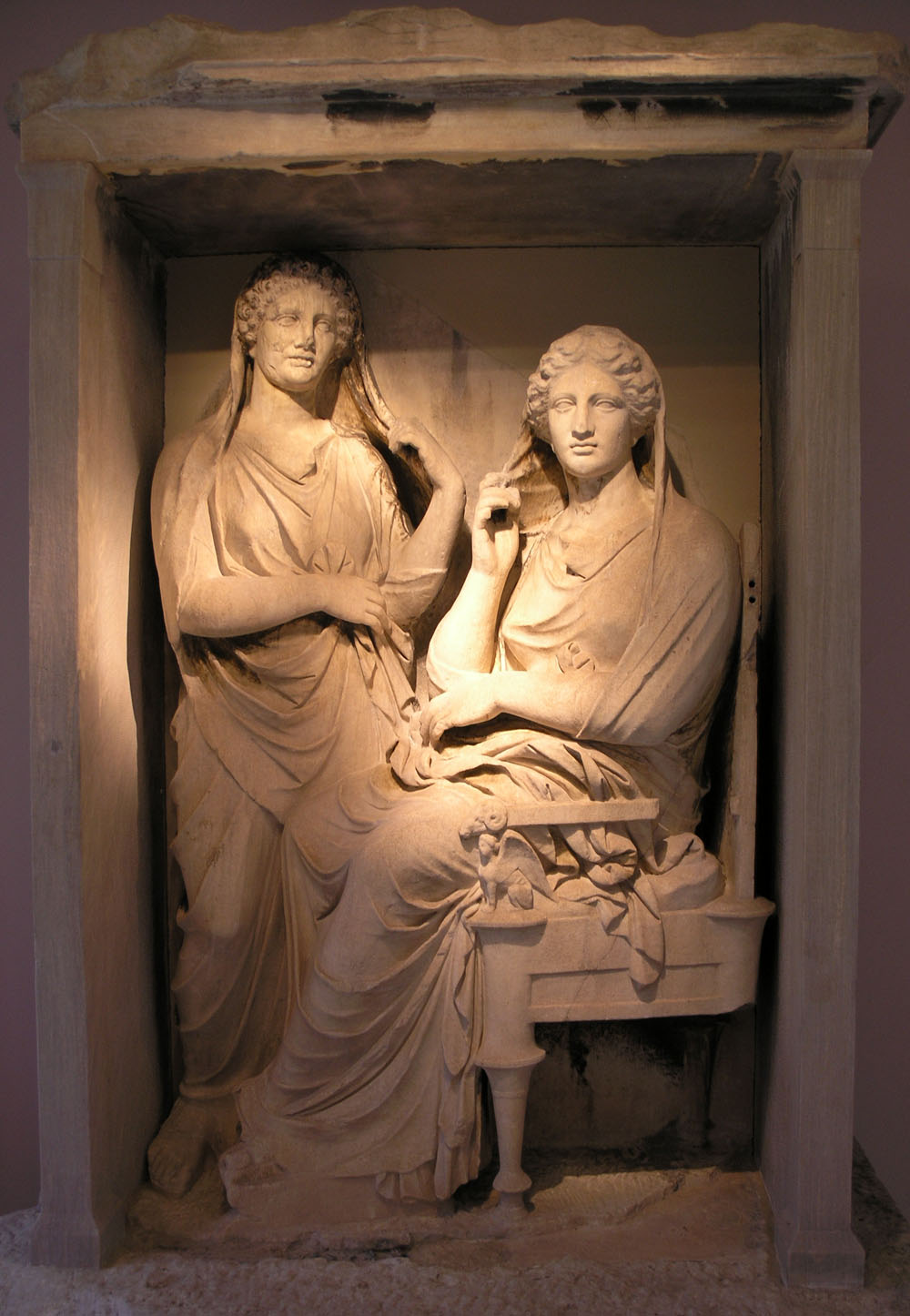
Надгробок знатних афінянок сестер Деметрії та Памфіли
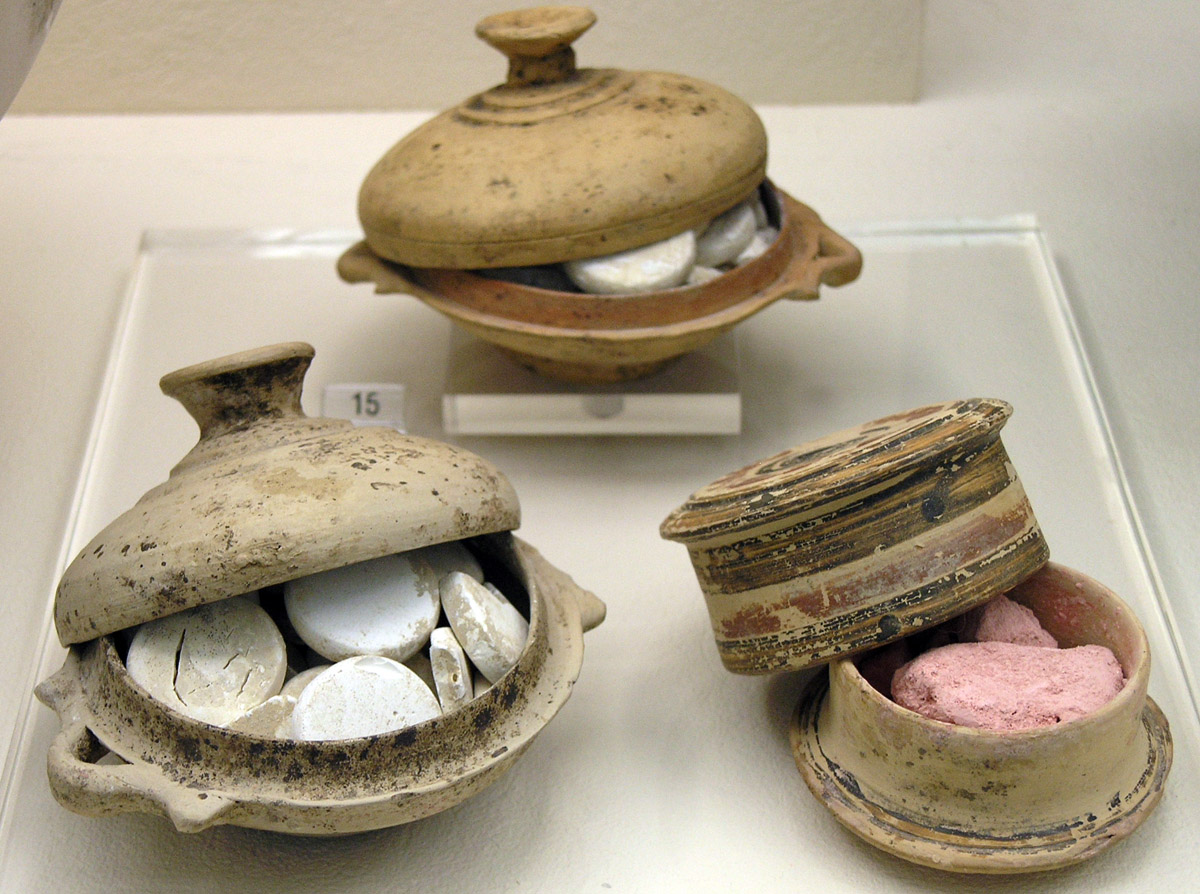
Скриньки для зберігання косметичної пудри